# Catedral de Santa María (Perth)
La Catedral de Santa María de Perth (en inglés St. Mary's Cathedral of Perth) es una catedral católica australiana, sede del arzobispo de la Arquidiócesis de Perth. Se encuentra localizada en la Plaza Victoria (Victoria Square).

## Reseña histórica

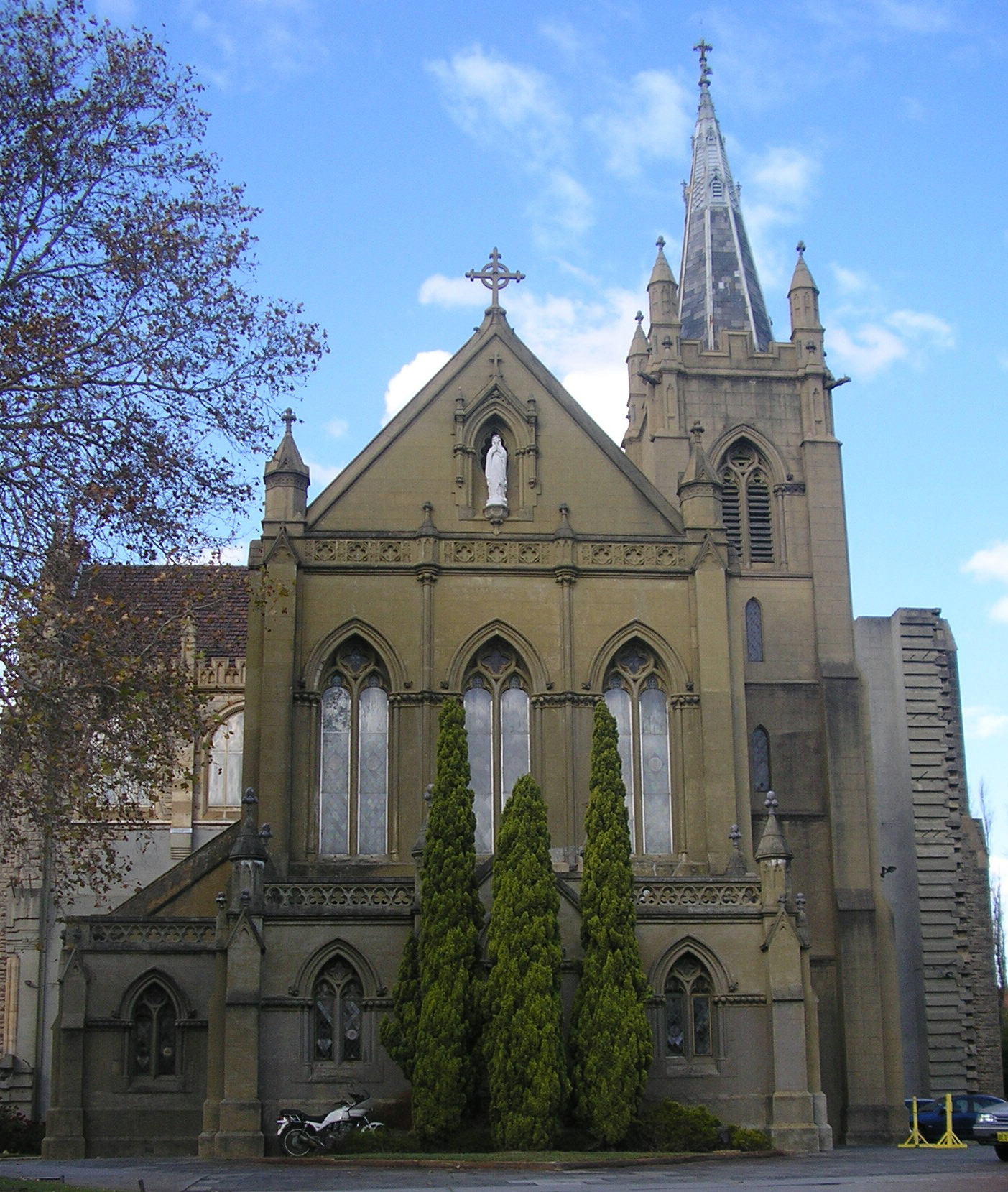
La Catedral antes de la reforma de 2006.

El sitio de la Catedral de la Inmaculada Concepción de la Bienaventurada Virgen María fue incluido en el primer mapa de Perth en 1838, y el 8 de febrero de 1863 fue colocada la primera piedra por el Obispo de Perth; siendo abierta y bendecida el 29 de enero de 1865. La catedral fue planeada en estilo gótica, sin embargo, debido a la Gran Depresión, la Segunda Guerra Mundial y sus secuelas, no se disponía de recursos suficientes para ser terminada, resultando en las barras de hierro que aún hoy siguen visibles.
En 1973 se le añadieron el atrio y el altar principal al santuario, que fue remodelado y consagrado el 12 de agosto. Por su parte, a principios de los años 2000 el estado en que la catedral se encontraba generó el planteamiendo de que fuera reparada y se terminara la idea original, trabajos que iniciaron a finales del 2005.

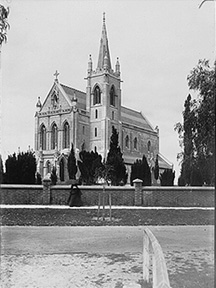
Aspecto de la catedral hacia 1910.